# Jezevec lesní
Jezevec lesní (Meles meles) je šelma z čeledi lasicovitých. Obývá kromě severní Skandinávie celou Evropu, Krétu, Blízký východ a odtud je rozšířen až na Dálný východ. Na lovení jezevců bylo vyšlechtěno speciální psí plemeno – jezevčík.

## Stavba těla
Na území ČR je jezevec největší lasicovitou šelmou, váží 10 až 20 kg, dlouhý je až 85 cm a s ocasem má metr. V porovnání s ostatními lasicovitými šelmami má jezevec zcela odlišný tvar těla, je zavalitý. Má téměř bílou hlavu, jen přes oči má široké černé pruhy. Srst je žlutošedá s černými a bílými konci, hrubá a štětinatá. Došlapuje na celá chodidla (ploskochodec) a tlapy má opatřeny pěti velkými drápy. Uši má malé. Pohybuje se pomalu.
Z jiných než lasicovitých se jezevci podobá nejvíc psík mývalovitý (psovití), jehož populace jsou trvalé již i v ČR. Má však jiný tvar hlavy, větší uši a jinou kresbu na obličeji – tmavé skvrny kolem očí nemají tvar pruhů.

## Způsob života

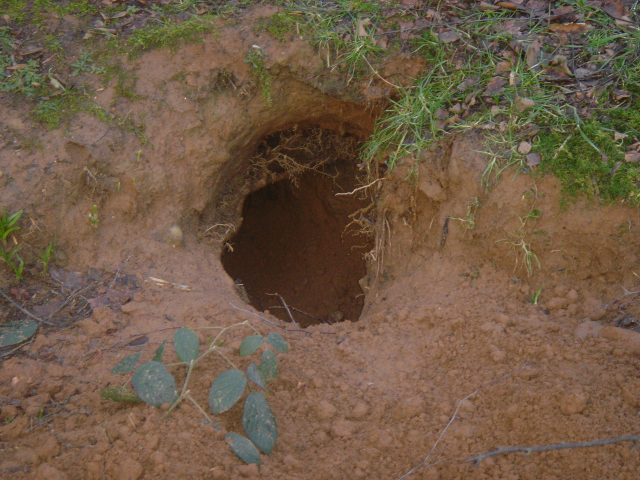
Jezevčí nora

Vyhrabává si noru ve vyvýšeném terénu. Chodby o průměru 20–25 cm vedou do hloubky až pěti metrů a mohou být dlouhé několik desítek až 100 metrů. Nora je vždy hodně členitá, s mnoha chodbami a komorou ve středu, kde jezevec spí. Přes zimu omezuje aktivitu, hodně spí, ale do skutečného zimního spánku se sníženou tělesnou teplotou neupadá (tzv. nepravý zimní spánek). Je velmi čistotný – trus ukládá mimo noru, neobjevují se zde ani zbytky potravy na rozdíl třeba od nor lišek.

## Potrava
Jezevec je typický všežravec. Živí se hmyzem a jeho larvami, jinými bezobratlými, žížalami, měkkýši, drobnými savci (např. hraboši), ptačími mláďaty a vejci, obojživelníky, plody a semeny rostlin, houbami, kořínky a různými zdechlinami. V čelisti má 38 zubů. Trháky a všechny zadní zuby postrádají ostré řezací korunky, což naznačuje, že jezevec je spíše všežravec než masožravec. Hrbolky třenáků a stoliček jsou tupě zaoblené, a proto umožňují lepší žvýkání a drcení rostlinné potravy.
Jezevec opouští brloh za soumraku a vydává se za potravou. Protože nemá příliš dobrý zrak, využívá výborný čich a dobrý sluch.

## Rozmnožování
Jezevčí páření se nazývá chrutí. Mláďatům, kterých se rodí 1–5, se otevírají oči po třech týdnech. Jsou kojena přibližně 10 týdnů a po pěti měsících se osamostatňují. Dospělosti dosahují ve věku 1,5–2 let. Jezevci se dožívají věku až 15 let, v zajetí až 20 let.

## Početnost

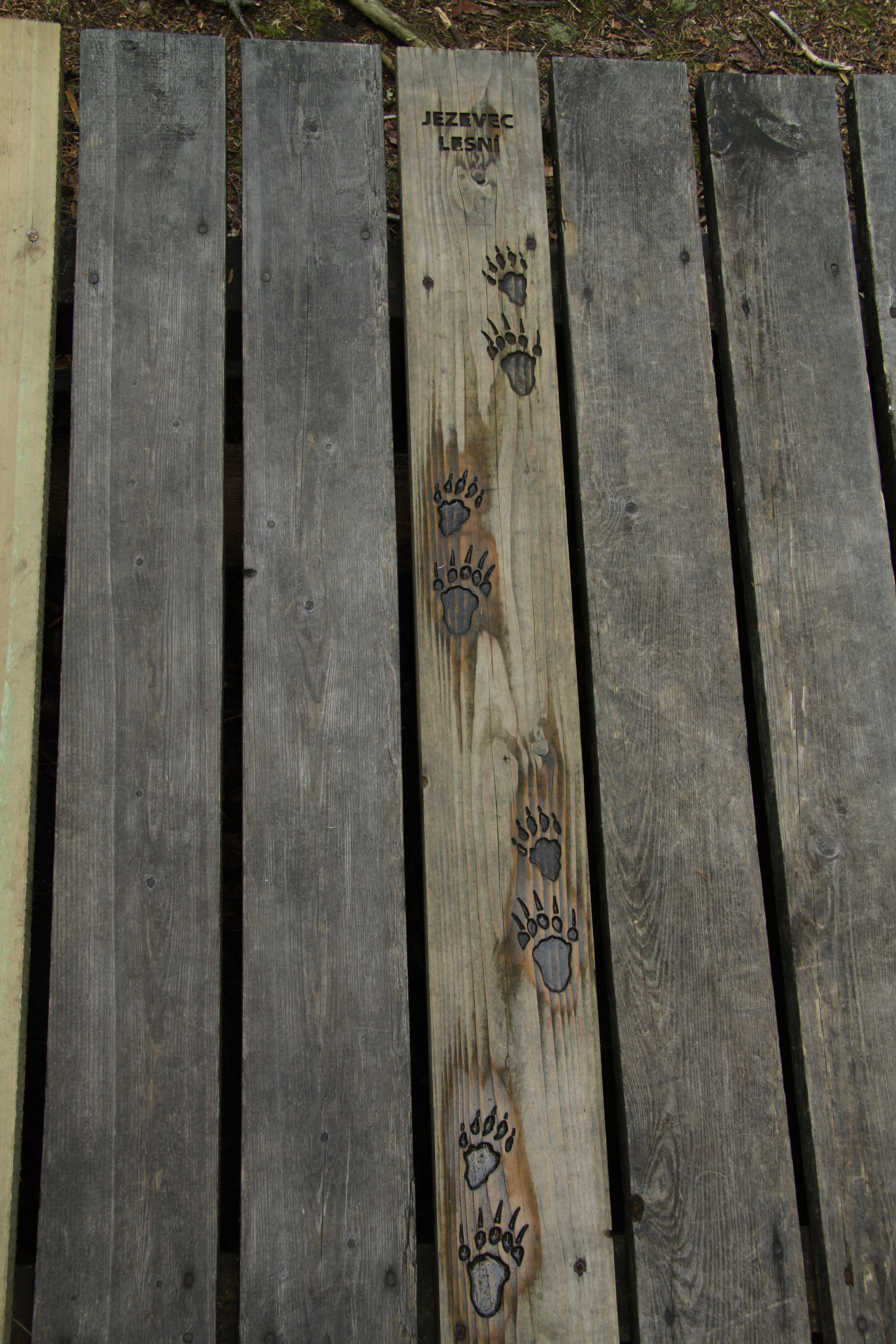
Stopy jezevce v rámci naučné stezky NPR Kladské rašeliny

Počet jedinců v posledních desetiletích na většině míst výskytu buď vzrůstá, nebo je stabilní, což je dáno například redukcí vztekliny. Druh je tedy IUCN veden jako málo dotčený. V Česku populace rovněž roste a pro roky 1996–1999 byla odhadnuta na 13 500 jedinců.

## Rozšíření
Jezevec obývá mírné pásmo Evropy a Asie. Rozšířen je téměř v celé Evropě (včetně britských ostrovů) jižně od polárního kruhu a v celé Asii až po Japonsko na východě, po střední Ob na severu a po Izrael, Írán, Tibet a jižní Čínu na jihu. Rád vyhledává lesy prostoupené poli a loukami, kde nachází dostatek potravy a možnost budovat své složité nory.
Také se v noci může vyskytnout v okolí lidských obydlí, pokud je poblíž les, jelikož zde hledá zbytky potravy. Jinak je ovšem přes den plachý.

## Jezevec a člověk

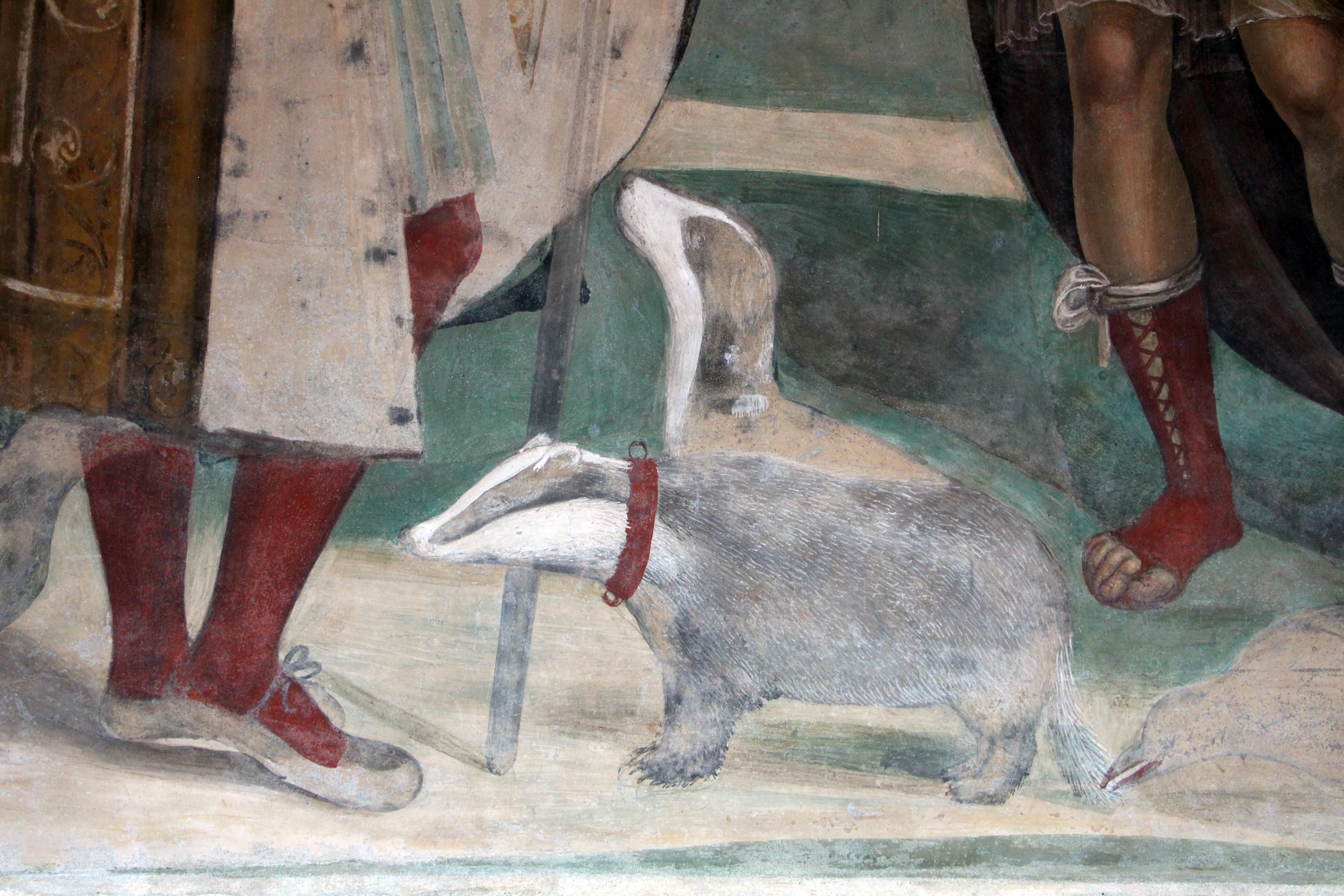
Jezevec jako domácí mazlíček na renesanční fresce Il Sodomy v Monte Olivetano, asi roku 1503

Jezevci se objevují již v počátcích našeho letopočtu v keltské a germánské mytologii. Jezevec byl v Evropě pokládán za symbol odvahy a zmužilosti. V době renesanční byl ochočován a chován jako domácí zvíře na vodítku.
Tradiční skotská tobolka, zvaná sporran, bývá vyráběna z jezevčí kůže. Z chlupů jezevce se vyráběly také holicí štětky. Jezevčí maso je poživatelné, oblíbené bylo hlavně v Rusku.
Jezevci se loví především norováním.